# Miro Jaroš
Miro Jaroš (ur. 14 marca 1978 w Żylinie) – słowacki piosenkarz i kompozytor.
Uczestniczył w pierwszej serii programu SuperStar. W wieku dwunastu lat napisał swój pierwszy utwór. Przed rozpoczęciem kariery solowej był członkiem grup muzycznych On the Way i R.A.Y.S. Po ukończeniu szkoły mieszkał w Anglii i Izraelu, gdzie od czasu do czasu nagrywał wokale do reklam. Zagrał także pomniejszą rolę w izraelskim filmie What a wonderful place (2005).

## Dyskografia
- 2005: Exoterika
- 2008: Tlaková níž – Sony BMG, CD
- 2010: Tráva musí rásť – EMI Czech, CD
- 2012: Všetko najlepšie – EMI Czech, CD
- 2014: Pesničky pre (ne)poslušné deti – Galgan Music, CD
- 2014: #5 – Galgan Music, CD
- 2015: DVD pre (ne)poslušné deti – Galgan Music, CD
- 2016: Pesničky pre (ne)poslušné deti 2 – Galgan Music, CD
- 2020: TBA – Galgan Music, CD

### Single
- 2005 – „Yalla Yalla“
- 2005 – „Šamanka“
- 2006 – „Na chvíľu“
- 2006 – „Mishtagea“
- 2006 – „Honolulu Bahamy“
- 2007 – „Tlaková níž“
- 2008 – „Obyčajný“
- 2008 – „Spadla z oblakov“
- 2009 – „Čierne písmená“
- 2009 – „Sny“
- 2009 – „Na dne mora“
- 2010 – „Dole hlavou“
- 2010 – „Tráva“
- 2010 – „Čierny dážď“
- 2011 – „Kým máme seba“
- 2011 – „Nechce sa mi tancovať“
- 2011 – „Na pokraji síl“
- 2012 – „Stopy v snehu“
- 2012 – „Jednu šancu mi daj“
- 2012 – „Štyri ročné obdobia“
- 2013 – „Navždy sám“
- 2014 – „Ako kráľ“
- 2014 – „Nepozerám“

### Eurowizja
- 2009 – „Malý hlas“
- 2010 – „Bez siedmeho neba“

### Kompilacje
- 2005 Kým vieš snívať – „Boro boro“, „Kým vieš snívať“, „Teraz je ten správny čas“
- 2005 SuperVianoce – 06. „White Christmas“
- 2008 Go Deejay Dance Selection 2008 – 05. „Spadla z oblakov“ (Robert Burian Radio Edit '08)